# جانغ سونغ كيو
جانغ سونغ كيو (هانغل: 장성규)؛ من مواليد 21 أبريل 1983م) هو مضيف تلفزيوني كوري جنوبي. كان سابقًا مذيع إخباري لـ جاي تي بي سي حتى مارس 2019. ويعمل حاليًا في استوديوهات جاي تي بي سي، وهي شركة فرعية تابعة لـ جاي تي بي سي، كصحفي مستقل وهو حاليًا نجم في برنامج وركمان المتنوع الشهير على يوتيوب.